# Henri Luyten
Henri Luyten (1 de agosto de 1873-28 de septiembre de 1954) fue un deportista belga que compitió en ciclismo en la modalidad de pista. Ganó una medalla de plata en el Campeonato Mundial de Ciclismo en Pista de 1895, en la prueba de medio fondo.

## Medallero internacional
| Campeonato Mundial | Campeonato Mundial | Campeonato Mundial | Campeonato Mundial |
| Año                | Lugar              | Medalla            | Competición        |
| ------------------ | ------------------ | ------------------ | ------------------ |
| 1895               | Colonia (Alemania) | Medalla de plata   | Medio fondo (P)    |